# Калікс
Калікс (швед. Kalix, фін. Kainuu) — місто на півночі Швеції, у лені Норрботтен. Адміністративний центр комуни Калікс. Лежить на річці Каліксельвен, неподалік від її гирла. Населення — 7299 осіб, площа — 7,57 км².

## Населення
| Рік             | 1960 | 1970 | 1980 | 1990 | 2000 | 2010 |
| --------------- | ---- | ---- | ---- | ---- | ---- | ---- |
| Населення, чол. | 4234 | 6539 | 8050 | 7652 | 7323 | 7299 |